# James Hartness

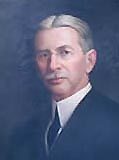
James Hartness

James Hartness, född 3 september 1861 i Schenectady, New York, död 2 februari 1934 i Springfield, Vermont, var en amerikansk republikansk politiker och uppfinnare. Han var guvernör i delstaten Vermont 1921–1923.
Hartness gärning som uppfinnare var omfattande och han fick över hundra patenter, bland annat för sina rullskridskor och cykelpedalmekanismer under den tidiga karriären i Connecticut. År 1889 flyttade han till Vermont där hans innovationer inom maskintillverkningen hjälpte vända lyckan för företaget Jones & Lamson Machine Company.
Hartness var en ivrig pilot och donerade markområdet för Vermonts första flygfält i Springfield. Han efterträdde 1921 Percival W. Clement som guvernör och efterträddes 1923 av Redfield Proctor Jr.
Kongregationalisten Hartness gravsattes på Summer Hill Cemetery i Springfield.